# 三橋節子美術館
三橋節子美術館（みつはしせつこびじゅつかん）は滋賀県大津市の長等公園にある美術館。

## 概要
35歳で夭折した日本画家三橋節子の個人美術館。
草木を描いた初期の作品から「花折峠」「三井の晩鐘」「鬼子母」など近江琵琶湖に伝わる民話を描いた後期の大作まで一堂に展示する。ほか、愛用品や家族との写真等も展示し、節子の生涯を紹介する。
芸術作品制作スペースの「長等創作展示館」を併設している。

## 利用情報
- 開館時間 - 9:00から17:00まで（入館は16:30まで）
- 休館日 - 月曜、祝日の翌日、年末年始

## 交通アクセス
- 京阪京津線 上栄町駅 徒歩約10分
- JR琵琶湖線 大津駅 徒歩約20分

## 周辺
- 近松寺（高観音）
- 関蝉丸神社